# Harry von Bülow-Bothkamp
Harry von Bülow-Bothkamp (ur. 19 listopada 1897; zm. 27 lutego 1976) – niemiecki as myśliwski z czasów I i II wojny światowej z 30 potwierdzonymi zwycięstwami powietrznymi. Młodszy brat Waltera von Bülow-Bothkamp.

## I wojna światowa
Harry von Bülow-Bothkamp urodził się w rodzinnym zamku Bothkamp (Szlezwik-Holsztyn). Od 1914 roku wstąpił na ochotnika do armii. Został przydzielony do 18 Pułku Huzarów. Z pułkiem brał udział w ciężkich walkach i został promowany na podporucznika. W ślad za starszym bratem na własną prośbę został przeniesiony do lotnictwa w sierpniu 1916 roku.
Po uzyskaniu licencji pilota służył w jednostce rozpoznania FFA 53, a później FA 272 (A). Po paru miesiącach został przeniesiony do dowodzonej przez Waltera eskadry myśliwskiej Jagdstaffel 36. Pierwsze zwycięstwo odniósł 12 października 1917 roku. Do końca 1917 roku miał na swoim koncie 3 potwierdzone zwycięstwa.  W jednostce latał do 25 sierpnia 1918 roku kiedy rozkazem Cesarza został zwolniony ze służby jako ostatni żyjący z 4 braci. Powrócił do rodzinnego majątku. Łącznie odniósł 6 zwycięstw powietrznych, 8 maja 1918 roku zestrzelił angielskiego asa Cecila Clarka z No. 1 Squadron RAF.

## Okres międzywojenny
Po zakończeniu wojny ukończył gimnazjum i studiował rolnictwo. Razem z innym asem Paulem Bäumer w 1919 roku założyli wytwórnię lotniczą Bäumer Aero GmbH w Hamburgu. Firma zbankrutowała w czasach wielkiego kryzysu.
W 1935 roku powrócił do służby w stopniu kapitana we właśnie powstałym lotnictwie wojskowym III Rzeszy Luftwaffe. Po roku służby został mianowany dowódcą Jagdgeschwader Richthofen i promowany do stopnia majora.

## II wojna światowa
Po wybuchu II wojny światowej 30 listopada 1939 roku został mianowany dowódcą eskadry myśliwskiej II/JG 77 (II eskadrą Jagdgeschwader 77), obowiązki te pełnił do 31 marca 1940. Z dniem 1 kwietnia 1940 został mianowany dowódcą Jagdgeschwader 2. Dowodził tą jednostką w czasie walk we Francji w maju i czerwcu 1940 roku odnosząc w tym okresie 12 zwycięstw powietrznych. Za swój wkład w dowodzenie dywizjonem został mianowany podpułkownikiem i odznaczony Krzyżem Rycerskim.
Od 1 września 1940 roku został mianowany komendantem Nachtjagdschule 1 - szkoły nocnych pilotów myśliwskich. Pozostawał na stanowisku dowódcy szkoły do października 1943 roku. Wtedy to został mianowany dowódcą 5 Dywizji Myśliwskiej.
Po zakończeniu wojny powrócił w rodzinne strony, gdzie zmarł z przyczyn naturalnych w 1976 roku.

## Odznaczenia
- Krzyż Rycerski Krzyża Żelaznego –  22 sierpnia 1940
- Królewski Order Hohenzollernów
- Krzyż Żelazny I Klasy
- Krzyż Żelazny II Klasy
- Order Wojskowy św. Henryka (Saksonia)
- Order Alberta (Saksonia)
- Odznaka za służbę w Wehrmachcie klasy IV